# Michael Tippett
Michael Kemp Tippett, född 2 januari 1905 i London, död där 8 januari 1998, var en av de ledande brittiska tonsättarna under 1900-talet. Han studerade komposition för Charles Wood, C.H. Kitson, R.O. Morris och dirigering för Adrian Boult vid  Royal College of Music.
Under andra världskriget fängslades Tippet för sina pacifistiska ståndpunkter.

## Utmärkelser
Asteroiden 4081 Tippett är uppkallad efter honom.

## Musikverk (urval)
- Fem stråkkvartetter:
  - Stråkkvartett nr 1 (1934–35, reviderad 1943)
  - Stråkkvartett nr 2 (1941–42)
  - Stråkkvartett nr 3 (1945–46)
  - Stråkkvartett nr 4 (1977–78)
  - Stråkkvartett nr 5 (1990–91)
- Fyra konserter
  - Concerto for Double String Orchestra (1939)
  - Concerto for Piano and Orchestra (1953–55)
  - Concerto for Orchestra (1962–63)
  - Triple Concerto (1978–79)
- Fyra symfonier:
  - Symfoni nr 1 (1944–45)
  - Symfoni nr 2 (1956–57)
  - Symfoni nr 3 (1970–72)
  - Symfoni nr 4 (1976–77)
- Fantasi på en tema av Händel för piano och orkester (1942)
- A child of our time, oratorium (1942)
- Fem operor:
  - The Midsummer Marriage (1955)
  - King Priam (1962)
  - The Knot Garden (1966–70)
  - The Ice Break (1977)
  - New Year (1986–88)
- The Vision of St. Augustine för baryton, kör och orkester (1965)
- The Rose Lake, for orchestra (1993)
- The Shires Suite för kör och orkester (1965–70)
- The Mask of Time för solister, kör och orkester (1980–82)